# حمید صفت
حمیدرضا امیری صفت (زادهٔ ۱۸ مرداد ۱۳۷۲) خواننده، ترانه‌نویس و رپر اهل ایران است. او در میانهٔ دههٔ ۱۳۹۰ با موسیقی زیرزمینی شناخته شد.

## زندگی
حمیدرضا امیری صفت در ۱۸ مرداد ۱۳۷۲ در محلهٔ شمس‌آباد تهران به‌دنیا آمد. پدر و مادرش وقتی او کودک بود از هم جدا شدند. خواهرش کارگردان است و برادرش در آمریکا زندگی می‌کند. مادرش در حدود سال ۱۳۸۴ با مردی به نام هوشنگ ازدواج کرد و با او در آلمان زندگی می‌کرد. هوشنگ در آلمان مغازه داشت و با مادرش در آنجا ساکن بود. به گفتهٔ صفت، خود او در این زمان عمدتا در محل کارش زندگی‌ می‌کرد. صفت در توصیف همسر دوم مادرش می‌گوید: «هوشنگ فرد تُندخویی بود و مدام مادرم را کتک می‌زد حتی یک بار به روی مادرم چاقو کشیده بود، وی با همه اطرافیانش دعوا می‌کرد و با خانواده خودش نیز مدام درگیر بود و ما همیشه سعی داشتیم وی را آرام کنیم».
صفت به همراه دوستش علی رهرو، از دورهٔ تحصیلی راهنمایی کار ساخت موسیقی رپ زیرزمینی را آغاز کرد. او رپرهایی مانند امینم و فیفتی سنت را الگوهای خود معرفی کرده‌است. نخستین ترانهٔ او «خیابانی‌ها» نام داشت. او در ابتدا نام حمید ابتکار را برای خود برگزید، اما بعد‌ها تصمیم گرفت از نام تولد خود استفاده کند. صفت در آغاز فعالیت گروهی به نام زد و بند تشکیل داد و به ساخت ترانه‌های گروهی پرداخت.
صفت قرار بود از بازیگران نمایش لامبورگینی به کارگردانی سیامک صفری باشد که در مجموعهٔ شهرزاد تهران روی صحنه رفت. از آن‌جا که رپرها در ایران مجاز به اجرا نیستند، او فقط یک شب روی صحنه رفت و از آن به بعد از همراهی این گروه محروم شد.
از ویژگی‌های آثار حمید صفت پرداختن به مسائل روز، در عین تقیّد ملی و دینی است.

## پرونده قضایی
در ۲۲ مرداد ۱۳۹۶، حمید صفت به قتل شوهر مادرش اعتراف کرد. او گفت ناپدری‌اش مردی تندخو بوده و مدام مادرش را کتک می‌زده‌است. وی پس از بازداشت به زندان رجایی‌شهر بند زندانیان اعدامی انتقال یافت. پزشکی قانونی اعلام کرده‌بود که پدرخواندهٔ حمید صفت به دلیل «خون‌ریزی و آسیب مغزی در اثر اصابت جسم سخت به آهیانهٔ راست متوفا» فوت کرده‌است.
وی در تاریخ ۶ خرداد ۱۳۹۷ با وثیقهٔ ۶۰۰ میلیون تومانی آزاد شد. کمیسیون ۷ نفرهٔ پزشکی قانونی در گزارش خود ۵۰ درصد علت مرگ مقتول را بیماری وی اعلام کرده‌است.

### حکم قصاص
حمید صفت در ارتباط با پرونده قتل در روز دوشنبه، ۱۸ اسفندماه ۱۳۹۹ بازداشت و به زندان رجایی‌شهر کرج منتقل شد. دادگاه رسیدگی به اتهامات او در ۱۴ فروردین ۱۴۰۰ در شعبهٔ دهم دادگاه کیفری یک به ریاست قاضی راسخ برگزار شده و به قصاص محکوم و در زندان رجایی‌شهر کرج محبوس شد.

### حکم برائت از قتل عمد
فرجام‌خواهی حمید صفت از سوی دیوان عالی کشور پذیرفته شد، بر این اساس اتهام قتل عمد و حکم قصاص نقض شد. و دوباره محاکمه شد. ایوب میلکی، یکی از وکلای مدافع حمید صفت، دهم مهر ۱۴۰۰ اعلام کرد که حکم برائت موکلش به او ابلاغ شد.همچنین وی در روز ۱۱ مهر ماه ۱۴۰۰ از زندان با وثیقه ۱ میلیارد تومانی آزاد شد.

## بازیگری
حمید صفت برای اولین بار در سریال هفت‌ سر اژدها (۱۴۰۲) ساخته ابوالقاسم طالبی بازیگری کرد.

## آثار
- هاشیبورا
- جوکر۲ (با همراهی امیر عظیمی)
- لاتی نو (با همراهی دنسور)
- کبک (با همراهی حصین)
- گولّه (از آلبوم فیل از پوری - با همراهی حصین)
- مِیخونه
- لَت
- الو خدا
- تو دلی
- عجایب شهر(اهنگ ازادی حمید صفت)
- سندروم دیو (با همراهی شایان اشراقی)
- شاه‌کش (تیتراژ پایانی فیلم شاه‌کش)
- مشکل‌دار (آهنگ ورود به رینگ امیر علی‌اکبری)
- ساتوری
- من دیوانه نیستم (تیتراژ فیلم من دیوانه نیستم)
- قفس (با همراهی علی لهراسبی)
- ققنوس (از آلبوم کالیبر ۲۴ از کمپانی ۱۳)
- هیهات
- دیوونس (با همراهی مهدی سفید)
- Hotline Bling
- فیک
- بخشش (با همراهی امیرعباس گلاب)
- آخر خط (با همراهی یونی کرن)
- سوختگان
- هیس معلومه کجایی (با همراهی محسن بازرگان)
- چ
- نگو شهید
- توسل (با همراهی امیرعباس گلاب)
- هیس بهشت (ریمیکس با همراهی مجید اصلاحی)